# Gelis scvarskii
Gelis scvarskii là một loài tò vò trong họ Ichneumonidae.